# روابط ترکیه و کره جنوبی
روابط کره جنوبی و ترکیه (به کره‌ای: 대한민국-터키 관계 ; ترکی استانبولی: Güney Kore-Türkiye ilişkileri) روابط خارجی بین کره جنوبی و ترکیه است. سفارت ترکیه در سئول واقع شده‌است، در حالی که سفارت کره جنوبی در آنکارا و یک کنسولگری در استانبول واقع شده‌است. هر دو کشور عضو گروه ۲۰ هستند.

## تاریخ
تاریخ کره و ترکیه به دوره گوگوریو و گوکترکها بازمی‌گردد. این دو موجودیت سیاسی از قرن ششم تا هفتم همزمان با هم وجود داشته‌اند. اتحادی برای مبارزه با سلسله تانگ که توسط Xienbei کنترل می‌شد تشکیل شد. سوابق تاریخی در «سامگوک ساگی» وجود دارد که نشان می‌دهد چگونه این دو روابط دیپلماتیک برقرار کردند.
کره جنوبی و ترکیه از روابط دیرینه ای برخوردار بوده‌اند که مشخصه آن روابط قوی اقتصادی، دیپلماتیک، مردم با مردم و توریستی است. این روابط را تا حد زیادی می‌توان در شکل‌گیری ملت کره جنوبی جستجو کرد، زمانی که ترکیه، یعنی تیپ ترک، از کره جنوبی در برابر نیروهای کره شمالی و چین در جنگ کره حمایت کرد. از ۷۲۱ سرباز ترک که در جنگ کشته شدند، ۴۶۲ نفر در گورستان یادبود سازمان ملل (قبرستان قهرمانان) در بوسان به خاک سپرده شدند. بر اساس آن حرکات متقابل و اعمال دوستی باستانی، روابط بین دو ملت اغلب به عنوان «برادری کره ای-ترکی» خوانده می‌شود (ترکی استانبولی: Kore–Türk dostluğu ; کره‌ای: 한국 – 터키 우정).
مشارکت نیروهای ترکیه در جنگ کره (۲۵ ژوئن ۱۹۵۰–۲۷ ژوئیه ۱۹۵۳) منجر به شکل‌گیری همپیمانی بین کره جنوبی و ترکیه شد. پس از اعلام تشکیل دولت جمهوری کره در ۱۵ اوت ۱۹۴۸، ترکیه در سال ۱۹۴۹ دهمین کشوری بود که دولت کره جنوبی را به عنوان تنها دولت قانونی شبه جزیره کره به رسمیت شناخت. ترکیه پس از جمهوری چین و آمریکا سومین کشوری بود که پس از این که کره جنوبی هفتمین نمایندگی دیپلماتیک خود را در ترکیه تأسیس کردند، سفارت دائمی خود را در کره جنوبی ایجاد کرد. پنجاهمین سالگرد برقراری روابط دیپلماتیک بین کره کره جنوبی و ترکیه در سال ۲۰۰۷ رخ داد و سال ۲۰۱۰ شصتمین سالگرد مشارکت نیروهای ترکیه در جنگ کره بود.
نیروهای ترکیه در دهه ۱۹۷۰ از کره خارج شدند و سپس تمرکز روابط دو کشور از نظامی به اقتصاد و بازرگانی تبدیل شد. در سال ۱۹۷۱ یک توافق نامه خواهرخواندگی بین سئول و آنکارا منعقد شد و یک پارک کره ای در آنکارا ساخته شد و در سال ۱۹۷۳ یک بنای یادبود جنگ کره در این پارک ساخته شد. در سال ۱۹۷۴ مرکز تجارت کره یا KOTRA یک دفتر در استانبول افتتاح کرد.

## روابط اقتصادی
در سال ۲۰۱۳، هر دو کشور قرارداد تجارت آزاد منعقد کردند.

## همکاری نظامی
تانک آلتای، تانک نظامی جدید نیروهای مسلح ترکیه، توسط هیوندای روتم با پشتیبانی فنی و کمک پشتیبانی می‌شود.

## ورزش‌ها
پس از مسابقه مقام سوم جام جهانی فوتبال ۲۰۰۲، بازیکنان فوتبال کره جنوبی و ترکیه با هم جشن گرفتند و تصاویری مثال زدنی از دوستی و بازی جوان مردانه به نمایش گذاشتند. پرچم‌های هر دو کشور در کنار هم روی سکوها دیده می‌شد و بازیکنان هر دو تیم دست در دست هم به جمعیت ادای احترام کردند و جو دوستانه‌ای را ایجاد کردند که مدت‌ها بعد از بازی ادامه پیدا کرد.